# Clostridium botulinum
A Clostridium botulinum pálcika alakú, Gram-pozitív, botulinum toxin nevű neurotoxint termelő baktérium. Mérge a legerősebbek közé tartozik, izomgörcsöket, perifériás izombénulást majd légzésbénulást okoz, ami gyors és szakszerű beavatkozás híján halálos. A botulizmus nevű súlyos ételmérgezés okozója. Gyakori felhasználási területe a szépségipar, ugyanis ez a baktérium állítja elő a botoxot.

## Tulajdonságai
A Clostridium botulinum obligát anaerob baktérium, mely leggyakrabban fény nélküli, légmentes, nedves helyeken fordul elő, például talajban, vízben.
A baktérium növényevő állatok, halak bélrendszerében is megtalálható. Hosszú ideig képes vízben, talajban egyaránt megmaradni, rendkívül ellenálló magas hőmérséklettel szemben. Endospórái kibírják a 100 °C-os főzést 5–6 órán keresztül, csak a +120 °C feletti autoklávozás pusztítja el őket. Légmentes környezetben, megfelelő hőmérsékleten (+18, +37 °C-on) osztódni kezd, aminek során elkezdi termelni exotoxinát, az emberi szervezetre nagyon veszélyes botulinum toxint. A toxin kevésbé hőálló, mint az endospóra, már 80 °C fölött denaturálódik.
A baktérium szaporodásához kedvező, levegőtlen körülmények leggyakrabban házilag eltett, nem megfelelően (120 °C alatti hőmérsékleten) sterilizált befőttek, gyümölcsök, zöldségek és hústermékek készítésénél, tartásánál jöhetnek létre. Befőzésnél az élelmiszerhigiéniai szabályok szigorú betartása emiatt rendkívül fontos.
Élelmiszeripari szempontból, bármely kórokozó mikroba ellen úgy védekezhetünk, ha az adott mikroba életfeltételeit megismerjük (mikrobiológia) majd gátoljuk.
Nevezett baktérium, ugyan érzékeny a túl savas, túl cukros azaz alacsony pH-jú, és nagy ozmózisos nyomású közegekre, védekezni hatékonyan pusztán ezekkel a módszerekkel nem lehet. Csakis a 120 C fok fölötti hőkezelés jelent védelmet, amely csakis megfelelő behatási idő mellett sikeres.

## Fertőzési források
Potenciális fertőzési forrást jelentenek:
- a házi- és vadállatok, különösen a növényevők;
- ritkábban a hideg vérű állatok mint : a halak, rákok, kagylók;
- zöldségek, termékek, melyek nehezen tisztíthatók meg a talajtól, mint a gumók, földalatti gombák
- állati ürülék;
- házilag készített húsok: füstölt húsok, kolbászok, hurkák, sonkák stb.
- a méz endospórát tartalmazhat, ezért egy évesnél fiatalabb gyereknek mézet nem szabad adni;

A Clostridium botulinum és toxinja okozta botulizmus ételmérgezés, a súlyos ételmérgezés kategóriába tartozik, mely a szervezetbe szájon keresztül kerül, az élelmiszerekkel együtt.
A fertőzés elsődlegesen, a szakszerűtlen, laikus, otthoni, vagy háztáji, és tévhiteken alapuló tartósítás következménye. Mára, a különböző élelmiszerbiztonsági rendszereket alkalmazó konzervipari termékek megbízhatóak, és biztonságosak. Tekintettel arra, hogy a húst tartalmazó készétel konzervek előállítási technológiáját kifejezetten ezen patogén (megbetegedést okozó) mikróbák, és spórás alakjuk hatékony elpusztításának szem előtt tartásával írják.
A konzerv élelmiszerek gyártása során az élelmiszerbiztonsági szabályok betartásával, köztük különösen a HACCP rendszer meghonosításával, a C.botulinum biztonsággal kizárható. A technológiai előírások maradéktalan betartása mellett, kórokozó jelenléte ki van zárva.

## Klinikai tünetek
Klinikai tünetei közé tartozik, hogy emésztőrendszeri, idegrendszeri és belsőszervi megbetegedéseket okoz. Az étellel a szervezetbe kerülve a botulinum toxin, az agy bulbáris részét támadja meg komolyabban, különböző látási-, légzési, stb. zavarokat okozva, amit az izmok bénulása követ, és a betegség kifejlődése.
Nem mindenki betegedik meg súlyosan, csak akinek erősebben fertőzött ételdarab jut. A betegség tüneteire jellemző, az erősödő általános elgyengülés, fejfájás, szédülés, szájüreg kiszáradása, erős szomjúságérzéssel kísérve, a hang rekedtté válik vagy teljesen elmegy (afónia), más esetekben megbénulnak különböző izomcsoportok, mint a nyak- vagy végtagok izmai, súlyos esetben a légzést végző izmok is megbénulhatnak, és légzőszervi elégtelenség léphet fel, más tünete lehet még, a mindenféle váladék eltűnése, mint a könnyek eltűnése. Kiszárad : a szem, száj, emésztőnedvek, orr, izzadságmirigyek.
Általában a betegség hamar jelzi jelenlétét, hirtelen alakul ki 6–24 óra lappangás után, néha napokig is lappang (leghamarabb 2 óra alatt, legkésőbb 14 napon belül alakul ki). Szükséges megemlíteni, hogy minél kevesebb a lappangási idő, annál súlyosabb a betegség, a beteg teljesen megbénulhat, mozdulatlanná válhat, ilyenkor csak a minél gyorsabb kórházba szállítás segíthet.

## Megelőzés
Betegséget megelőzni házi vagy gyanús készítmények el nem fogyasztásával lehet.
A modern konzerviparban, a technológiai utasítások betartása mellett, kizárható a kórokozó jelenléte.

## Kezelése
A mérgezés kezelése gyomormosással történik, felforralt és lehűtött vízzel, ha a beteg állapota megengedi, vagy 2%-os szódabikarbonátos oldattal, ami a gyomormosáshoz is megfelelő összeállítás.

## Diagnosztizálás
A betegség laboratóriumi diagnosztizálása, nemcsak (vérből, hányadékból, gyomormosásból, ételből) a botulinum toxin, vagy a kórokozó kimutatásából áll, hanem – mivel a botulinum toxinnak 7 típusa ismeretes, (A, B, C, D, E, F, G, melyek közül az A, B és E gyakori, a B típus 65-70%-ban fordul elő, így ez a leggyakoribb) – a méreg típusának meghatározását is magában foglalja, hogy a kezelés valóban hatásos legyen.
Bőrre kerülve nincs hatása, de nyílt sebbe kerülve a méreg egyenesen a véráramba kerül, ami azonnali mérgezést okoz.

## Felhasználása
Az iraki hadsereg az öbölháború alatt rengeteg vegyi fegyvert készített, amiket be is vetettek. Annyi vegyi fegyvert készítettek a baktériumból, hogy a Föld egész népességét háromszor ki lehetett volna irtani[forrás?].
Mostanában kezdték gyógyszerként is használni. Mivel blokkolja az izmok és az idegek kapcsolódását, jól lehet használni a krónikus betegségek ellen.
A szépségiparban is előszeretettel használják szem körüli vagy mimikai ráncok eltüntetésénél kisebb adagokban, megbénítva az izmokat így feszesen tartva a bőrt ilyen területeken, botox néven.

## Kapcsolódó linkek
- Élelmiszerbiztonság a háztartásban DIATRA cikk
- HACCP egyszerűen, őszintén DIATRA cikk